# Megastylis paradoxa
Megastylis paradoxa är en orkidéart som först beskrevs av Friedrich Fritz Wilhelm Ludwig Kraenzlin, och fick sitt nu gällande namn av Nicolas Hallé. Megastylis paradoxa ingår i släktet Megastylis och familjen orkidéer. Inga underarter finns listade i Catalogue of Life.